# 1509 Esclangona
1509 Esclangona је астероид са пречником од приближно 8,17 .
Афел астероида је на удаљености од 1,926 астрономских јединица (АЈ) од Сунца, а перихел на 1,805 АЈ.
Ексцентрицитет орбите износи 0,032, инклинација (нагиб) орбите у односу на раван еклиптике 22,318 степени, а орбитални период износи 931,105 дана (2,549 године).
Апсолутна магнитуда астероида је 12,64 а геометријски албедо 0,232.
Астероид је откривен 21. децембра 1938. године.